# Puig de Son Poc
El Puig de Son Poc és una muntanya de Mallorca que té altura de 467 m i que està situada a la falda del massís del Puig des Teix. Pertany al municipi de Bunyola.

## Principals accessos
- Des de la carretera que va de Palma a Sóller, (Ma-11).

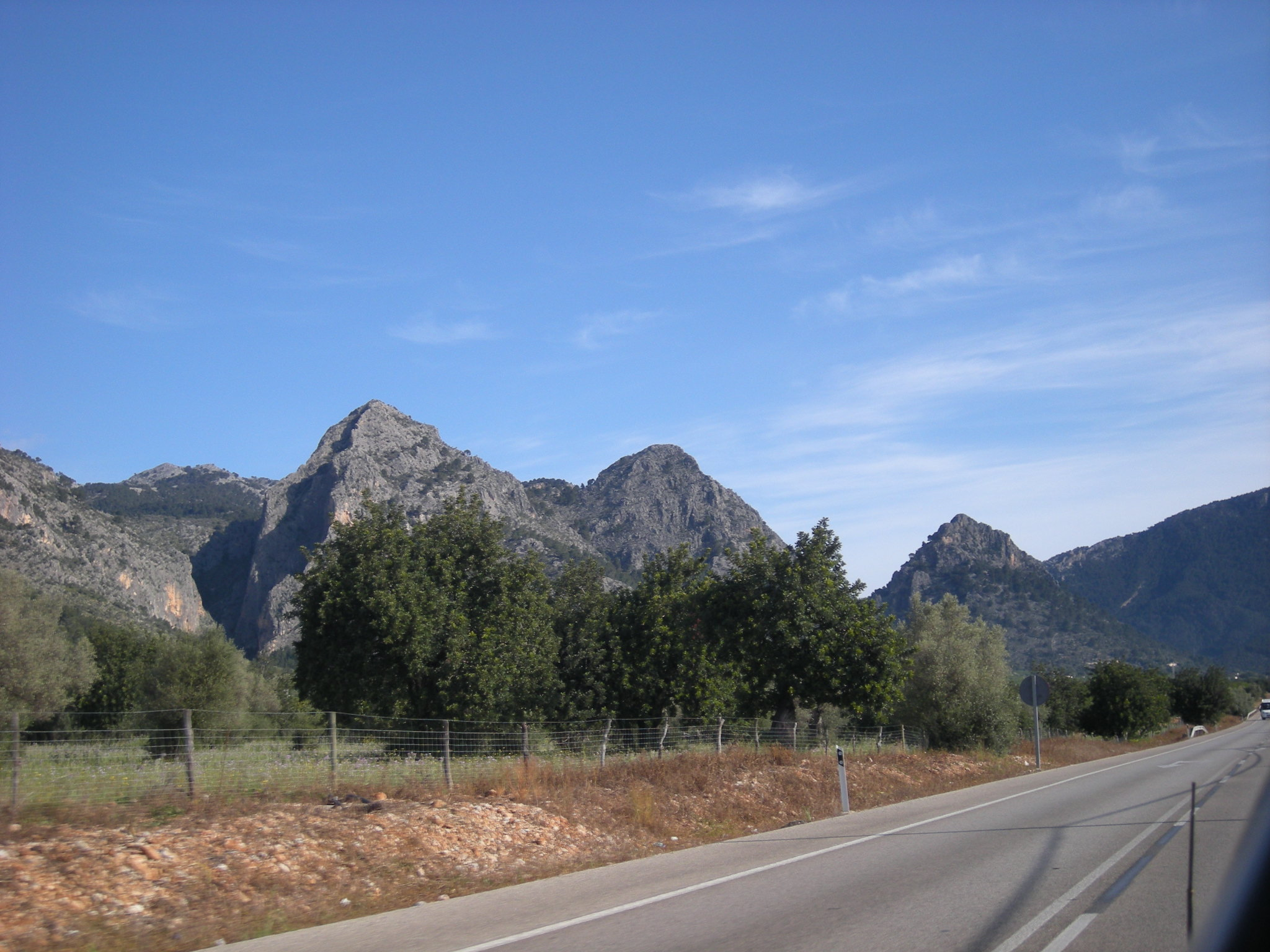
La Gubia, el Puig de Son Nassi i el Puig de Son Poc des de la Carretera de Sóller.